# ندا قاسمی
ندا قاسمی (زاده ۳۰ خرداد ۱۳۶۶) بازیگر تئاتر و تلویزیون و صداپیشه اهل ایران است. او با ایفای نقش «شیرین» در مجموعه تلویزیونی نون خ به شهرت رسیده است.

## زندگی
«این سریال [نون خ] علاوه بر اینکه لحظات شاد و مفرحی را برای مردم رقم زد، فرهنگ مردم کُرد و بسیاری از مسائل و مشکلات مردم این خطّه را به تصویر کشید.»

— ندا قاسمی
وی از سال ۱۳۸۶ بازیگری در تئاتر را شروع کرد. سپس در صدا و سیمای مرکز کرمانشاه به عنوان بازیگر و مجری در برنامه‌های مختلف با این مرکز همکاری کرد و از سال ۱۳۹۳ به عنوان گوینده، دوبلور و بازیگر در واحد نمایش رادیو کرمانشاه مشغول شد. وی همچنین دانشجوی دکترای رشته شیمی آلی در دانشگاه تهران است.

## فعالیت هنری
وی در کنار بازیگری در تئاتر و تلویزیون به حرفه دوبله نیز مشغول است. در سن ۲۰ سالگی بازیگری در تئاتر را آغاز کرد و سال ۹۵ در سی و پنجمین جشنواره بین‌المللی تئاتر فجر برای نمایش گاهی، کاندیدای بهترین بازیگر زن شد. همچنین با نقش آفرینی در سریال نون خ به کارگردانی سعید آقاخانی در نقش شیرین، نخستین تجربه بازیگری در تلویزیون را کسب کرد.
دربارهٔ نقش شیرین و داستان ازدواجش گفت: «هر چه بیشتر پیش می‌رویم نویسنده شخصیت‌ها را در بازیگران بیشتر می‌بیند و طبیعتاً نسبت به قبل بیشتر دستش می‌آید که چه اتفاقاتی را برای بازیگر بنویسد و او را درگیر چه ماجراها و ویژگی‌هایی کند.»
ندا قاسمی در سریال رادیویی قلب بنفش به کارگردانی میرطاهر مظلومی نیز به ایفای نقش پرداخته است.

## فیلم‌شناسی

### تله فیلم[نیازمند منبع]
| سال  | نام سریال    | کارگردان     | نقش             |
| ---- | ------------ | ------------ | --------------- |
| ۱۴۰۴ | آلا          | شکیل مظفری   | مینا            |
| ۱۴۰۳ | نون خ ۵      | سعید آقاخانی | شیرین خانزاده   |
| ۱۴۰۲ | نون خ ۴      | سعید آقاخانی | شیرین خانزاده   |
| ۱۴۰۱ | حکم رشد      | حسن لفافیان  | سودابه          |
| ۱۴۰۰ | نون خ ۳      | سعید آقاخانی | شیرین خانزاده   |
| ۱۳۹۹ | نون خ ۲      | سعید آقاخانی | شیرین خانزاده   |
| ۱۳۹۸ | نون خ ۱      | سعید آقاخانی | شیرین خانزاده   |
| ۱۳۹۷ | ساخت ایران ۲ | برزو نیک‌نژاد | فرزانه نوری‌پناه |
| ۱۳۹۴ | مجردها       | حسین حیدری   | رؤیا            |

| نام فیلم       | کارگردان        | نقش   |
| -------------- | --------------- | ----- |
| چشمان بیداربمو | کاظم معصومی     | روژان |
| کاندیداتور     | احسان کاظمی فرد |       |

### سریال رادیویی
| نام فیلم | کارگردان       | نقش | شبکه        | منبع  |
| -------- | -------------- | --- | ----------- | ----- |
| قلب بنفش | میرطاهر مظلومی |     | رادیو نمایش | [ ۹ ] |

### فیلم کوتاه[نیازمند منبع]
| نام فیلم   | کارگردان   | نقش |
| ---------- | ---------- | --- |
| آواز دستها | حمزه زارعی |     |

## تئاتر[نیازمند منبع]
| سال  | نمایش                       |
| ---- | --------------------------- |
| ۱۳۸۷ | فصل انتظار                  |
| ۱۳۸۷ | خواب تلخ عشق                |
| ۱۳۸۸ | پاییز و هزار و سیصد جنگ     |
| ۱۳۹۰ | با من حرف نمی‌زنی چرا؟       |
| ۱۳۹۰ | به هیچ‌کس هیچی نگو           |
| ۱۳۹۲ | نان و نمایش                 |
| ۱۳۹۲ | سکوت تلخ انارهای شیرین      |
| ۱۳۹۳ | بیتل‌ها                      |
| ۱۳۹۳ | کبوترهای ناگهان             |
| ۱۳۹۳ | کات برداشت من و تو          |
| ۱۳۹۴ | وسط یک معجزه                |
| ۱۳۹۴ | چقدر قیافه شما برایم آشناست |
| ۱۳۹۵ | گاهی                        |